# Anuruddha
Anuruddha – cejloński mnich buddyjski żyjący pomiędzy VIII a XII wiekiem n.e, autor wielu utworów w języku pali, które były komentarzami do tekstów o charakterze doktrynalnym, takich jak Abhidhammatthasangaha, Nāmarūpapariccheda i Paramatthavinicchaya.